# چارنویت پولچیوین
چارنویت پولچیوین (تایلندی: ชาญวิทย์ ผลชีวิน؛ زادهٔ ۲۳ آوریل ۱۹۵۵) بازیکن سابق و مربی فوتبال اهل تایلند است.
وی به‌عنوان سرمربی باشگاه فوتبال تای‌فارمرز بانک قهرمان جام باشگاه‌های آسیا ۹۴–۱۹۹۳ و جام باشگاه‌های آسیا ۹۵–۱۹۹۴ شده‌است.